# N-Etylotryptamina
N-Etylotryptamina — organiczny związek chemiczny, tryptamina podobna strukturalnie do metylotryptaminy (NMT), N,N-dimetylotryptaminy (DMT) i N,N-dietylotryptaminy (DET).